# 日本の不動産に関する法律一覧
日本の不動産に関する法律一覧（にほんのふどうさんにかんするほうりついちらん）は、日本国内で施行されている、不動産に関する法律の名称を一覧としたものである。

## 法律一覧
- 不動産登記法
- 借地借家法
- 宅地建物取引業法（宅建業法）
- 水道法
- 下水道法
- 浄化槽法
- 消防法
- 都市計画法
- 建築基準法
- 高齢者、障害者等の移動等の円滑化の促進に関する法律（バリアフリー新法）
- 被災区分所有建物の再建等に関する特別措置法（被災マンション法）
- 建築物の耐震改修の促進に関する法律（耐震改修促進法）[1]
- 建築物における衛生的環境の確保に関する法律（ビル管理法）
- 国土利用計画法
- 資産の流動化に関する法律（資産流動化法）
- 住宅の品質確保の促進等に関する法律（品確法）
- 投資信託及び投資法人に関する法律
- 不動産特定共同事業法[2]
- 不動産の鑑定評価に関する法律（不動産鑑定評価法）
- 地価公示法
- マンションの管理の適正化の推進に関する法律（マンション管理適正化推進法）
- マンションの建替え等の円滑化に関する法律[3]（マンション建替え円滑化法）
- 司法書士法
- 土地家屋調査士法
- 土地区画整理法
- 土地改良法
- 建物の区分所有等に関する法律（区分所有法）
- 住生活基本法
- 農地法
- 民法
- 商法

## 指針一覧
- 中高層共同住宅標準管理規約[4]